# Киев
Кѝев (на украински: Київ, [ˈkɪjiu̯], на руски: Киев, на полски: Kijów) е столица и най-голям град в Украйна. Той е административен център на Киевска област, макар че не влиза в нея, а е самостоятелна административна единица.
Разположен е при вливането в Днепър на река Десна и е едно от главните пристанища в страната. Населението на града към 1 август 2021 г. е 2 952 499 души от съществуващото население и 2 911 192 души от постоянното население.
Кметът на Париж провъзгласява Киев за почетен гражданин на френската столица през март 2022 г.

## История
Киев е сред най-древните градове в Източна Европа. Наричан е Майка на руските градове.
Според хрониката „Начална руска летопис“ Киев е основан от източнославянския (полянски) княз Кий, братята му Щек и Хорив и сестра им Либед.
Резултатите от някои археологически разкопки в района на града може да се интерпретират така, че селищата на десния бряг на Днепър още от 6 – 7 в. да се смятат за градски. Тази концепция е подкрепена в миналото от съветската власт, която през 1982 г. организира празнуването на 1500-годишнината на Киев. Много от изследователите обаче твърдят, че откритите археологически източници не дават достатъчни основания за такова тълкуване. Те смятат, че израстването на Киев като град е ставало през 8 – 10 в. Едва в края на този период отделните поселения се сливат в едно селище с градски характер.
През 8 – 9 век градът е търговско средище на северозападната граница на Хазарския хаганат, като в края на 9 век е завладян от варягите. Те го превръщат в център на държавата, станала известна като Киевска Рус.
Периодът на разцвет на Киев е прекъснат от нашествието на князете на Владимир. На 8 март 1169 г. градът е разрушен от Андрей Боголюбски, като са разграбени дори църквите и манастирите. Киев за дълго време губи значението си за сметка на по-северни центрове като Владимир, Новгород и Москва.
През 1240 г. Киев отново е превзет от Бату хан и князете му стават васали на Монголската империя. През 1362 градът е присъединен към Великото Литовско княжество, а след образуването на Жечпосполита през 1569 г. става център на Кийовското войводство в рамките на Полша.
През 17 век Киев е завладян от Руското царство. Той остава провинциален град с ограничено значение до индустриалната революция през 19 век, когато започва да се разраства отново. В началото на 20 век попада в центъра на поредица от конфликти – Първата световна война, Руската гражданска война и Полско-съветската война, като за кратко е столица на независимата Украинска народна република.
Към 1897 г. Киев заема до 5 хил. десиати и има обиколка от 48 версти. Имаше около 230 улици и алеи и 16 площада. През 1894 г. населението наброява 188 488 души, от които 1 380 са разколници, 20 678 римокатолици, 14 676 евреи, 2 142 протестанти и 516 мохамедани, а останалите са православни. Благородници 15 913, бяло духовенство 611 и черно (монаси и монахини) 868, почетни граждани и търговци 14 228, буржоа 93 125, селяни 39 216, чужденци 3 120, военни 20 622, други имоти 785. Годишно тук идват до 150 000 поклонници, предимно през летните месеци. Катедралата се разрастваше забележително бързо. През 1797 г. в Киев има 19 081 жители, през 1845 г. – 50 137, през 1874 г. – 1271/4 хил. През 1894 г. в Киев има 25 302 сгради, от които 128 са литургични, 12 629 жилищни (2 339 каменни къщи), 12 545 нежилищни (1 462 каменни къщи). С нарастването на населението се развиват търговията и промишлеността на града.
През 1921 г. Киев е присъединен към Съветския съюз, а от 1934 е столица на Украинската съветска социалистическа република. По време на Втората световна война градът е почти напълно разрушен, но е възстановен през 1950-те години, превръщайки се в третия по големина град в Съветския съюз след Москва и Ленинград. Обявен през Втората световна война за Град герой.
След обявяването на независимостта на Украйна, Киев става столица на новообразуваната държава.

## Забележителности
Изкуството и архитектурата на Киев са световни богатства. По-известни забележителности са: църквата „Света София“ и известната с украинския бароков стил църква „Свети Андрей“, две църкви в центъра на града от 11 век, известни със своите катакомби, кулите с камбаните и музейните колекции; църквата „Свети Володимир“ от 19 век; близо до централната част се намира и „Златни врата“, конструкция, която датира от 1037 г. Известни са още и Киевската опера и Киевският младежки театър. В Киев се намира и големият манастир Киевско-Печорска лавра.
Полуостров Киев на Земя Греъм в Антарктика е наименуван на град Киев.

## Климат
Климатът на Киев е умереноконтинентален. Средната температура през януари е -6 °C, а зимните дни с температури над нулата не са рядкост. През по-студените периоди със северни или североизточни ветрове температурите могат да паднат драстично, като е регистриран абсолютен минимум от -33 °C. Обикновено снежната покривка се задържа от средата на ноември до края на март. Периодът без слани продължава средно 180 дни, но през някои години той надхвърля 200 дни. Лятото е топло, със средна юлска температура от 20 °C и регистрирана максимална температура от 39 °C. Средната годишна сума на валежите е 635 mm, като максималните валежи са през юни и юли.

## Икономика на града

### Икономиката на града през XIX в.
Според данните за 1860 г. в Киев е имало 45 фабрики и заводи с производство от 2 347 460 рубли, а през 1891 г. – 119, с производство от над 10 милиона рубли. По данни от 1893 г. най-важните са: 1 башон (170 000 рубли), 8 мелници за брашно (1 385 000 рубли), 6 фабрики за макарони и подправки (200 000 рубли), 4 консервни фабрики (700 000 рубли), 10 фабрики за изкуствена минерална вода (800 000 рубли), 4 дестилерии (80 000 рубли), 4 фабрики за вино (10 000 рубли), една от най-големите от тях – най-голямата от най-големите.), 4 дестилерии (780 000 рубли), 7 фабрики за бира и мед (530 000 рубли), 4 фабрики за дрожди (482 000 рубли), 1 рафинерия за захар (6 200 000 рубли), 8 тютюневи фабрики (1 910 000 рубли), 3 фабрики за музикални инструменти (35 000 рубли), 6 фабрики за каруци (27 000 рубли), 3 фабрики за хартиени изделия (35 000 рубли), 2 дъскорезници (16 8000 рубли), 2 фабрики за химикали и бои (130 000 рубли), 1 фабрика за корк (5 300 рубли), 3 фабрики за сапун (28 000 рубли), 7 фабрики за восъчни свещи (1 222 000 рубли), 4 кожарски фабрики (28 000 рубли.), 18 тухларни (за 181 000 рубли), 3 работилници за керамика и плочки (за 33 000 рубли), 7 машиностроителни работилници (2 368 000 рубли), 2 работилници за тел и пирони (9 000 рубли), 5 фабрики за различни метални изделия (43 000 рубли), 2 бижутерски работилници (14 000 рубли). През 1892 г. на Киевската фондова борса са сключени сделки за 53 милиона рубли. Този брой е по-малък от реалния, тъй като ценните книжа са продадени от банки и 12 банкови и обменни бюра. Общата стойност на трансакциите в отдел „Стоки“ е 203 милиона рубли; основният предмет на покупка е захар – 22 милиона рубли пуда, които са продадени за 94 милиона рубли.

### Текуща икономика на града
Съвременният Киев е един от най-големите финансови и промишлени центрове в Украйна. Водещо място в промишлеността на Киев заема многоотрасловото машиностроене (авиокосмическа промишленост, транспорт, радиоелектроника, приборостроене). Има и предприятия от електротехническата, радиоелектронната, леката (коприна, трикотаж, шиене, обувки), химическата, полиграфическата и хранително-вкусовата промишленост. Медицинската и енергийната индустрия са силно развити. Производството на строителни материали е добре развито. Освен това градът е център на Киевска област, която е специализирана в производството на селскостопански продукти: зърнени храни, плодове, захарно цвекло и др. От 1960 г. в столицата функционира метрото.
Според кмета Виталий Кличко Киев произвежда една четвърт от общия БВП в Украйна (25% от икономиката). От 2012 г. насам този показател се е увеличил със 7%.

## Национален състав
Според общоукраинското преброяване от 2001 г., 82,2% от населението на Киев са украинци, 13,1% – руснаци, 0,7% – евреи, 0,7% – беларуси, 0,6% – поляци, 0,2% – арменци, 0,1% – азербайджанци, 0,1% – татари, 0,1% – грузинци, 0,1% – молдовци.

## Други
На Киев е наречена улица „Киевска“ в квартал „Овча купел“ в София (Карта).

## Побратимени градове
| Град            | Страна       | Дата                    |
| --------------- | ------------ | ----------------------- |
| Тампере         | Финландия    | 30 декември 1954        |
| Лайпциг         | Германия     | 7 октомври 1956         |
| Чикаго          | САЩ          | 17 юни 1991             |
| Торонто         | Канада       | 29 юли 1991             |
| Хелзинки        | Финландия    | 12 март 1993            |
| Кишинев         | Молдова      | 1 октомври 1993         |
| Цване           | ЮАР          | 5 октомври 1993         |
| Будапеща        | Унгария      | 19 октомври 1993        |
| Пекин           | Китай        | 13 декември 1993        |
| Варшава         | Полша        | 4 февруари 1994         |
| Хавана          | Куба         | 21 февруари 1994        |
| Талин           | Естония      | 7 декември 1994         |
| Ереван          | Армения      | 14 септември 1995       |
| Атина           | Гърция       | 12 ноември 1996         |
| Минск           | Беларус      | 5 юли 1997              |
| София           | България     | 11 септември 1997       |
| Бургас          | България     | 6 май 2000              |
| Поморие         | България     | 15 април 2009           |
| Варна           | България     | 28 февруари [ неясно? ] |
| Баку            | Азербайджан  | 12 септември 1997       |
| Мексико         | Мексико      | 25 септември 1997       |
| Бишкек          | Киргизстан   | 2 Октимври 1997         |
| Брюксел         | Белгия       | 8 декември 1997         |
| Ташкент         | Узбекистан   | 16 януари 1998          |
| Рига            | Латвия       | 29 май 1998             |
| Астана          | Казахстан    | 11 юни 1998             |
| Сантяго де Чиле | Чили         | 5 август 1998           |
| Стокхолм        | Швеция       | 24 март 1999            |
| Тбилиси         | Грузия       | 29 май 1999             |
| Рим             | Италия       | 2 ноември 1999          |
| Йерусалим       | Израел       | 20 февруари 2000        |
| Рио де Жанейро  | Бразилия     | 4 септември 2000        |
| Бразилия        | Бразилия     | 5 септември 2000        |
| Буенос Айрес    | Аржентина    | 7 септември 2000        |
| Лисабон         | Португалия   | 26 октомври 2000        |
| Ашхабад         | Туркменистан | 14 май 2001             |
| Триполи         | Либия        | 29 май 2001             |
| Белград         | Сърбия       | 4 юни 2002              |
| Ошка област     | Киргизстан   | 1 юли 2002              |
| Женева          | Швейцария    | 29 септември 2003       |
| Джакарта        | Индонезия    | 30 май 2005             |
| Суджоу          | Китай        | 14 юни 2005             |
| Лима            | Перу         | 14 октомври 2005        |